# Коник Віра Данилівна
Ві́ра Дани́лівна Кони́к (ест. Vira Konõk; нар. 27 вересня 1957, Опака, Дрогобицький район, Львівська область) — журналіст, громадський діяч, голова Конгресу українців Естонії.

## Життєпис
Віра Коник народилася у селі Опака Дрогобицького району Львівської області в сім'ї директора школи Гвоздецького Данила Івановича та учительки Марії Петрівни. Після закінчення школи навчалася у Львівському політехнічному інституті за спеціальністю хімік-технолог. Отримавши диплом з відзнакою, у 1979 році починає працювати в Опаківській СШ вчителем хімії.
У 1986 році, у зв'язку із скерування чоловіка Миколи, який завершив навчання в Калінінградському вищому інженерно-морському училищі, молода сім'я переїжджає в Таллінн. Пані Віра влаштовується технологом на завод електронного обладнання, де працює до розпаду СРСР.
у 2001 році стає головою Конгресу українців Естонії.

## Громадська діяльність
Віра Коник голова Конгресу українців Естонії та Українського земляцтва в Естонії.
Конгрес українців Естонії займається вихованням молодого покоління для збереження українського менталітету; з цією метою створено мережу недільних шкіл, що діють майже при кожному українському товаристві на території Естонії

## Нагороди
- Нагорода Президента Естонії — «Орден Білої зірки» V ступеня (23 лютого 2014 р.)[3].
- Відзнака Президента України — ювілейна медаль «25 років незалежності України» (22 серпня 2016) — за вагомий особистий внесок у зміцнення міжнародного авторитету Української держави, популяризацію її історичної спадщини і сучасних надбань та з нагоди 25-ї річниці незалежності України[4]